# 한국의 창
한국의 창은 한국에서 사용된 창들을 뜻하며
시간이 지남에 따라 다양한 종류의 창이 개발되고 진화했다. 디자인은 외부 영향에 대한 여러 과정을 거쳐 변화해 아시아 및 세계 다른 곳에서 발견되는 창의 디자인과 유사한 형태를 나타낸다.

## 같이 보기
- 장창
- 죽장창
- 기창